# المردم (الزاهر)

تعديل مصدري - تعديل

المردم هي إحدى قرى عزلة الناصفة بمديرية الزاهر التابعة لمحافظة البيضاء، بلغ تعداد سكانها 468 نسمة حسب تعداد اليمن لعام 2004.